# Tom Williams (ishockeyspelare)
För den brittiske ingenjören, se Tom Williams (ingenjör)
Thomas Mark "Tom" Williams, född 17 april 1940 i Duluth i Minnesota, död 8 februari 1992 i Marlborough i Massachusetts, var en amerikansk ishockeyspelare.
Williams blev olympisk guldmedaljör i ishockey vid vinterspelen 1960 i Squaw Valley. Under merparten av 1960-talet var Williams den enda amerikanska ordinarie NHL-spelaren.